# Krîvuha, Dubno
Krîvuha (în ucraineană Кривуха) este un sat în comuna Ivanne din raionul Dubno, regiunea Rivne, Ucraina.

## Demografie
Componența lingvistică a localității Krîvuha
     Ucraineană (99,35%)
     Alte limbi (0,65%)
Conform recensământului din 2001, majoritatea populației localității Krîvuha era vorbitoare de ucraineană (99,35%), existând în minoritate și vorbitori de alte limbi.